# Christian Ernst Stahl
Pour les articles homonymes, voir Stahl.
Christian Ernst Stahl, né le 21 juin 1848 à Schiltigheim en Alsace et mort le 3 décembre 1919 à Iéna, est un botaniste allemand.

## Biographie
Il est l’ami d’enfance du botaniste Andreas Franz Wilhelm Schimper (1856-1901). Stahl étudie la botanique à l’université de Strasbourg auprès notamment de Pierre Marie Alexis Millardet (1838-1902), de l’université de Halle auprès de Heinrich Anton de Bary (1831-1888). Stahl retourne à Strasbourg pour suivre de Bary qui venait d’y être nommé. Il y obtient son doctorat en 1874.
Il devient ensuite l’assistant de Julius von Sachs (1832-1897) à l’université de Wurtzbourg, et obtient en 1877 son habilitation en botanique. C’est là qu’il commence à développer sa théorie sur la formation du lichen. Il est Privatdozent en 1877, puis professeur extraordinaire à Strasbourg en 1880. En 1881, il obtient la chaire de botanique à l’université d'Iéna où il dirige également le jardin botanique.
Durant l’hiver 1889-1890, il voyage à Ceylan et à Java. Il voyage aussi au Mexique en 1894.
Stahl s’intéresse aux développements des lichens mais aussi des champignons. Il introduit des méthodes expérimentales dans l’étude de l’écologie et est considéré comme le fondateur de l’écophysiologie. Il étudie d’abord l’influence de la lumière sur les plantes, de l’humidité sur la formation des feuilles et du rôle des stomates. Surtout Stahl met en lumière les relations symbiotiques entre les mycorhizes et les racines des arbres.
Il exerce une grande influence sur ses étudiants donc plusieurs deviennent des scientifiques renommés : Emmy Stein (1879-1954), Hans Adolf Eduard Driesch (1867-1941), Julius Schaxel (1887-1943), Johannes Gottfried Hallier (1868-1932), Hans Kniep (1881-1930), Otto Stocker (1888-1979), Heinrich Karl Walter (1898-1989) et Max Wolff (1879-1963).

## Liste partielle des publications
- 1873 : Entwickelung und Anatomie der Lenticellen. Leipzig.
- 1877 : Beiträge zur Entwickelungsgeschichte der Flechten. Leipzig.
- 1880 : Über den Einfluß von Richtung und Stärke der Beleuchtung auf einige Bewegungserscheinungen im Pflanzenreich. Leipzig.
- 1883 : Über sogenannte Kompaßpflanzen. Iéna.
- 1883 : Über den Einfluß des sonnigen oder schattigen Standortes auf die Ausbildung der Laubblätter. Iéna.
- 1884 : Einfluß des Lichtes auf den Geotropismus einiger Pflanzenorgane. Berlin.
- 1884 : Zur Biologie der Myxomyceten. Leipzig.
- 1888 : Pflanzen und Schnecken. Eine biologische Studie über die Schutzmittel der Pflanzen gegen Schneckenfraß, Iéna.

## Note
1. ↑  Son prénom est parfois graphié Ernest

## Sources
- (de) Cet article est partiellement ou en totalité issu de l’article de Wikipédia en allemand intitulé « Ernst Stahl (Botaniker) » (voir la liste des auteurs) (version du 10 septembre 2007).
- (en) Herbier national néerlandais